# Kathryn Woolard
Kathryn Ann Woolard (née en 1950 à Wellsville (New York)) est une professeure d'anthropologie à l'université de Californie à San Diego. Elle est spécialisée dans l'anthropologie linguistique, avec un intérêt particulier pour l'idéologie des langues et les questions  sociolinguistiques en Catalogne.

## Biographie
Woolard a un doctorat en anthropologie de l'université de Californie à Berkeley.
Woolard sert en tant que présidente de la Société pour l'anthropologie linguistique, une section de l'American Anthropological Association, de 2009 à 2011.
Woolard étudie les relations sociales et l'utilisation de la langue dans une perspective anthropologique, représentant la langue comme un outil de communication, un moyen d'action sociale et une manière de comprendre le monde. De ce point de vue, les analyses de Woolard peuvent être encadrées dans un courant critique de la sociolinguistique, son travail intégrant la théorie sociolinguistique et la théorie sociale. Dans cette perspective, les idées que les individus et les groupes ont au sujet de la langue et des pratiques linguistiques sont comprises comme l'expression de différents points de vue de la société et de l'organisation sociale. Parmi les autres chercheurs liés à la sociolinguistique critique on trouve Pierre Bourdieu ou Mikhaïl Bakhtine.
En se basant sur une démarche ethnographique, Woolard analyse la place de l'autorité et l'authenticité dans la compréhension populaire de la langue et de l'ordre social, et en particulier comment ces concepts sont compris en Catalogne par rapport aux changements de projet de langue nationale et du statut du catalan et du castillan en Catalogne contemporaine après trente ans de politique de l'autonomie au sein de l'Espagne.

## Œuvres choisies
- 1989. Double Talk: Bilingualism and the Politics of Ethnicity in Catalonia. Stanford: Stanford University Press.
- 1992. Identitat i contacte de llengües a Barcelona. Barcelona: Edicions de la Magrana. (in Catalan)
- Bambi Schieffelin, Kathryn Woolard et Paul Kroskrity (eds). 1998. Language Ideologies: Practice and Theory New York: Oxford University Press.
- Susan Gal and Kathryn Woolard. 2001. Languages and Publics: The Making of Authority. Manchester: St. Jerome Publishing.